# Maxia decora
Maxia decora är en fjärilsart som beskrevs av Saalmüller 1891. Maxia decora ingår i släktet Maxia och familjen nattflyn. Inga underarter finns listade i Catalogue of Life.